# Crusader (album Saxon)
Crusader – szósty album studyjny heavymetalowego zespołu Saxon wydany 16 kwietnia 1984 roku przez wytwórnię Carrere.

## Lista utworów
1. „The Crusader Prelude” – 1:07
2. „Crusader” – 6:34
3. „A Little Bit of What You Fancy” – 3:51
4. „Sailing to America” – 5:05
5. „Set Me Free” (cover Sweet) – 3:14
6. „Just Let Me Rock” – 4:12
7. „Bad Boys (Like to Rock n' Roll)” – 3:25
8. „Do It All for You” – 4:45
9. „Rock City” – 3:16
10. „Run for Your Lives” – 3:51

## Twórcy
| Saxon w składzie - Biff Byford – wokal - Graham Oliver – gitara - Paul Quinn – gitara - Steve Dawson – gitara basowa - Nigel Glockler – perkusja | Personel - Paul Raymond Gregory – projekt graficzny - Kevin Beamish – producent, inżynier dźwięku - Bruce Barris – inżynier dźwięku - George Marino – mastering |